# كونراد دانيلز
كونراد دانيّلز (بالإنجليزية: Conrad Daniels)‏ هو لاعب دارت أمريكي، ولد في 11 سبتمبر 1941 في الولايات المتحدة.

## وصلات خارجية
- كونراد دانيلز على موقع DartsDatabase.co.uk (الإنجليزية)